# Миронер Фелікс Юхимович
Фелікс Юхимович Миронер (нар. 14 січня 1927, Київ, Українська РСР, СРСР — пом. 27 травня 1980, Москва, СРСР) — український радянський кінорежисер і сценарист.

## Життєпис
Фелікс Юхимович Миронер народився 14 січня 1927 року в Києві, у родині службовця. Закінчив режисерський факультет Всесоюзного державного інституту кінематографії (1952, майстерня І. Савченка).
З 1953 по 1955 рік працював асистентом режисера на Київській, а у 1955—1960 рр. — постановником на Одеській кіностудії художніх фільмів.
За власними сценаріями створив кінокартини: «Весна на Зарічній вулиці» (1956, у співавт. з М. Хуцієвим), «Вулиця молодості» (1958, співавт. сцен. з М. Хуцієвим) — на Одеській кіностудії, i на «Мосфільмі» — «Звільнення на берег» (1962).
Автор сценаріїв популярних радянських кінокартин: «Фро» (1964, за однойменним оповіданням Андрія Платонова), «Зелені ланцюжки» (1970), «У те далеке літо» (1974, у співавт.), «Сержант міліції» (1974), «Коник-стрибунець» (1978) та ін., а також українських стрічок: «Місяць травень» (1965), «Міський романс» (1970, у співавт. з П. Тодоровським), «Життя та дивовижні пригоди Робінзона Крузо» (1972), «Принцеса на горошині» (1976), «Місто з ранку до опівночі» (1976, у співавт. з Л. Аркадьєвим).
Був членом Спілки кінематографістів РРФСР.
Помер 27 травня 1980 р. Похований у Москві на Востряковському кладовищі.